# (967) Helionape
(967) Helionape es un asteroide perteneciente al cinturón de asteroides descubierto por Wilhelm Heinrich Walter Baade desde el observatorio de Hamburgo-Bergedorf, Alemania, el 9 de noviembre de 1921.

## Designación y nombre
Helionape se designó inicialmente como 1921 KV.
Más adelante, fue nombrado en honor del actor alemán Adolf Ritter von Sonnenthal (1834-1909), a partir de una traducción al griego de los componentes de su apellido.

## Características orbitales
Helionape está situado a una distancia media de 2,225 ua del Sol, pudiendo acercarse hasta 1,849 ua. Tiene una excentricidad de 0,1688 y una inclinación orbital de 5,415°. Emplea en completar una órbita alrededor del Sol 1212 días.
Helionape forma parte de la familia asteroidal de Flora.